# Lotuxo-Maa-Sprachen
Die Lotuxo-Maa-Sprachen sind eine Untergruppe innerhalb der ostnilotischen Sprachen in der nilo-saharanischen Sprachfamilie. Sie umfasst acht Sprachen, die in verschiedenen Regionen Ostafrikas gesprochen werden, und wird unterteilt in die Lotuxo-Gruppe (gesprochen im Südsudan) und die Ongamo-Maa-Gruppe (in Kenia und Tansania).
- Lotuxo
  - Lotuko oder Otuho, Sprache der Lotuko – im Süden des Südsudan im Torit-Distrikt, ca. 135.000 Sprecher
  - Dongotono – im Südsudan, südöstlich von Torit, ca. 6.200 Sprecher
  - Lango – im Südsudan, Torit-Distrikt, ca. 20.000 Sprecher (nicht zu verwechseln mit dem Lango, das in Uganda gesprochen wird)
  - Lokoya – im Südsudan, Torit-Distrikt, ca. 40.000 Sprecher
  - Lopit – im Südsudan, nordöstlich von Torit, ca. 50.000 Sprecher

- Ongamo-Maa
  - Maa – die Sprache der Maasai und Samburu, in Süd-Kenia und Nord-Tansania, insgesamt ca. 880.000 Sprecher
  - Ongamo (Ngasa) – in Tansania, östliche Ausläufer des Kilimanjaro, nur noch wenige Sprecher